# كارل هاريس (لاعب كرة قدم)
كارل هاريس (بالإنجليزية: Carl Harris)‏ (3 نوفمبر 1956 في المملكة المتحدة - ) هو لاعب كرة قدم بريطاني في مركز جناح ‏. شارك مع منتخب ويلز لكرة القدم. أما مع النوادي، فقد لعب مع تشارلتون أثلتيك وليدز يونايتد ونادي أفان ليدو ونادي إكزتر سيتي ونادي بوري ونادي تون بينتري ونادي روتشديل ونادي أردريونيانز وBriton Ferry Athletic F.C. ‏ وMaesteg Park A.F.C. ‏ وCarmarthen Town A.F.C. ‏.

## وصلات خارجية
- كارل هاريس على موقع قاعدة بيانات كرة القدم.إي يو (الإنجليزية)